# Hièrocles (procònsol)
Hièrocles (en llatí Hierocles, en grec Ἱεροκλῆς), va ser un procònsol romà primer de Bitínia i després d'Alexandria en temps de l'emperador Dioclecià (284 a 305).
Es diu que l'emperador va ser instigat principalment per Hièrocles a que perseguís els cristians l'any 302. Era un home amb grans coneixements filosòfics i va fer tot el que estava a la seva mà per suprimir la religió cristiana i donar tota la importància a la concepció politeista, atribuint-li un significat profund que deia que no s'havia comprès del tot.
Va escriure un llibre contra els cristians on fa avinents les contradiccions de les Escriptures tant en les parts històriques com en les doctrinals, titulat  Γόγοι φιλαλήθεις πρὸς τοὺς Χριστιανούς. Aquesta obra, en dos llibres, s'ha perdut però Lactanci en fa un resum, i Eusebi de Cesarea en va escriure una refutació. Hièrocles atacava la figura de Jesucrist i els seus apòstols i els comparava amb Apol·loni de Tíana, un "home diví" amb poders sobrenaturals.